# Scarborough-Riff
Das Scarborough-Riff, Huangyan Dao oder Panatag (englisch Scarborough Reef oder Scarborough Shoal, chinesisch 黄岩岛, Pinyin Huángyán Dǎo, Filipino/Tagalog Kulumpol ng Panatag) ist ein weitgehend versunkenes Atoll  im Südchinesischen Meer.

## Geographie und wirtschaftliche Bedeutung
Das Scarborough-Riff ist 19 km breit, 13 km lang und bedeckt eine Fläche von etwa 150 km², wovon rund 130 km² auf die zentrale Lagune entfallen. Es liegt 250 km vor der philippinischen Hauptinsel Luzon und fast 800 km südöstlich der chinesischen Insel Hainan. 450 km im Westen finden sich die Macclesfield Bank, über 400 km im Südwesten die Spratly-Inseln. Das Riff gehört zu den Inseln und Atollen, die China zu den Zhongsha-Inseln zählt.
Auf dem (im Englischen auch als Sandbank (Shoal) bezeichneten) Riff des Atolls liegen mehrere kleine Inseln, die im Normalfall nur bei Hochwasser erreicht werden können und sich bis zu 3 m hoch aus dem Meer erheben. Hauptinsel ist Nanyan (chinesisch 南岩, Pinyin Nányán), South Rock. Die Felsen weisen zusammengenommen etwa zwei Hektar Landfläche auf.
Das Gebiet ist als Fischfanggrund wichtig.
Im Amateurfunk zählt das Scarborough-Riff als DXCC-Entität. Aufgrund dessen fanden bisher drei Funkexpeditionen zu diesem Riff statt (1995, 1997 und 2007).

## Ansprüche
Im gesamten Südchinesischen Meer gibt es eine Reihe von Inselchen oder Inselgruppen, über deren Zugehörigkeit sich die Anliegerstaaten streiten. Dabei sind die kleinen Inseln häufig nur Sandbänke oder – versunkene – Korallenriffe, von denen manche nicht einmal bei Ebbe über den Meeresspiegel hinausragen. Spätestens seit die VR China 2009 bei den Vereinten Nationen mit der „Neun-Striche-Karte“ ihre weitgehenden Ansprüche bekräftigt hat, treten diese Streitigkeiten immer mehr in den Vordergrund.
Obwohl es sich beim Scarborough-Riff um keine Inseln im eigentlichen Sinne handelt, erheben die Volksrepublik China, die Philippinen und seit 1995 die Republik China (Taiwan) Ansprüche auf das Riff. Seit 2012 kontrolliert die VR China das Riff. In der VR China wird das Atoll den Zhongsha-Inseln zugeordnet, einer „hypothetischen Großgemeinde“ der bezirksfreien Stadt Sansha, die der Provinz Hainan untersteht.
Von den Philippinen wird das Atoll als Kulumpol ng Panatag zur Stadt Palauig in der Provinz Zambales gerechnet (als spezielle Verwaltungszone neben den 19 Barangays der Stadt).
Weitere umstrittene Inseln und Inselgruppen im Südchinesischen Meer:
- Dongsha-Inseln
- Macclesfield Bank
- Paracel-Inseln
- Spratly-Inseln

## Geschichte
Bereits 1427 war das Riff auf einer chinesischen Karte eingezeichnet. Eine Vielzahl von Schiffen sank hier, darunter 1748 das britische Fracht- und Passagierschiff Scarborough, das dem Riff seinen Namen in der westlichen Welt gab. Im 19. Jahrhundert sanken zwei australische Frachtschiffe, 1967 ein taiwanesischer Frachter am Nordende des Riffes und 1982 die Taigoon aus Manila.
In den 1960er Jahren nutzten die Philippinen das Riff für Bombentests.
Im April 2012 kam es zu einem Scharmützel zwischen philippinischen und chinesischen Schiffen, das sich zu einer Krise zwischen den beiden beteiligten Staaten ausweitete. Am 23. Mai 2012 meldete Renmin Ribao („Volkszeitung“) in Peking, dass die Insel unter vollständiger effektiver Kontrolle Chinas sei und dass man dort eine unbemannte meteorologische Station gebaut habe, die regelmäßig gewartet werde. Seit 2012 verhindert Chinas Küstenwache und maritime Miliz, dass philippinische Fischer im Riff ihre traditionellen Fischgründe, die in der exklusiven Wirtschaftszone der Philippinen liegen, nutzen.
Am 22. Januar 2013 rief die Regierung der Philippinen den Ständigen Schiedshof in Den Haag an, um die Territorialansprüche zwischen China und den Philippinen zu klären. Dabei berief sie sich auf das Seerechtsübereinkommen der Vereinten Nationen (SRÜ). Am 19. Februar 2013 erklärte die Volksrepublik China, den Schiedsspruch nicht anerkennen zu wollen. Zur Begründung erklärte die chinesische Seite, dass die Anrufung des Schiedshofes durch die Philippinen gegen frühere Vereinbarungen zwischen China und den Philippinen verstoße, nach denen die Territorialstreitigkeiten in bilateralen Verhandlungen geregelt werden sollten. Am 12. Juli 2016 entschied das Schiedsgericht, dass Panganiban (Mischief Reef), Ayungin (Second Thomas Shoal) und Recto (Reed Bank vor Palawan) – alle drei gehören zu den Spratly-Inseln – zur ausschließlichen Wirtschaftszone der Philippinen gehörten, Panatag (Scarborough-Riff) jedoch nicht. Die Fischgründe von Panatag würden traditionell von mehreren Ländern genutzt; weder China noch die Philippinen dürften andere dort vom Fischen abhalten. Zur Urteilsbegründung hieß es, dass in der Vergangenheit chinesische Seefahrer und Fischer (genauso wie die anderer Länder) die Inseln im Südchinesischen Meer besucht hätten, aber dass es keine Beweise dafür gebe, dass China in historischer Zeit wirklich die ausschließliche exekutive Gewalt über die Inseln und deren Territorialgewässer ausgeübt habe. Daher gebe es keine rechtliche Grundlage für die von China beanspruchte „Neun-Striche-Linie“. Die Regierung der Philippinen begrüßte das Urteil, während die Vertreter der Volksrepublik China es für unbegründet und nicht bindend erklärten.
Am 22. Oktober 2023 kam es zu Kollisionen von zwei Schiffen der chinesischen Küstenwache mit einem philippinischen militärischen Versorgungsschiff und einem Schiff der philippinischen Küstenwache beim Second Thomas Shoal. Die philippinischen Schiffe waren auf einer der regelmäßigen Versorgungsmissionen für die philippinischen Soldaten an Bord der BRP Sierra Madre. Die Sierra Madre ist ein verrostetes altes Kriegsschiff, das 1997 auf dem Second Thomas Shoal auf Grund gesetzt wurde, um den philippinischen Anspruch auf das Second Thomas Shoal zu untermauern.
Am 10. Dezember 2023 bedrängte ein Schiff der chinesischen Küstenwache zwei philippinische Versorgungsschiffe und rammte eines der Versorgungsschiffe auf einer Versorgungsfahrt für die Sierra Madre. Ein chinesisches Schiff setzte Wasserwerfer gegen die beiden Versorgungsschiffe und ein Begleitschiff der philippinischen Küstenwache ein. Der Motor eines Versorgungsschiffs wurde schwer beschädigt und auch an dem Schiff der philippinischen Küstenwache kam es zu Schäden. Erst am 9. Dezember hatte die chinesische Küstenwache mit Wasserwerfern drei Schiffe behindert, die Proviant für philippinische Fischerboote in der Nähe des Scarborough-Riffs an Bord hatten. Ein ziviler philippinischer Schiffskonvoi brach eine Versorgungsfahrt für philippinische Fischer und Soldaten mit Proviant ab und kehrte nach Palawan zurück. Vier chinesische Schiffe von Marine und Küstenwache hatten den Konvoi beschattet.
Am 11. August 2025 kam es bei der Bedrängung von Schiffen der philippinischen Küstenwache zu einer Kollision zwischen einem chinesischen Zerstörer der Klasse Typ 052D und einem Patrouillenschiff der Jiangdao-Klasse (Typ 056) der chinesischen Küstenwache, wobei das Schiff der chinesischen Küstenwache schwerwiegende Schäden erlitt. Zwei Tage später kam es erneut zu einem Zwischenfall. Chinesische Quellen behaupten, dass die chinesische Marine den US-amerikanischen Zerstörer Higgins aus dem Seegebiet gedrängt hätte mit der Begründung, das Schiff habe das Gebiet des Scarborough-Riffs ohne Zustimmung der Regierung in Peking befahren. Laut US-Marine hatte die Higgins „im Einklang mit dem Völkerrecht die Rechte und Freiheiten der Schifffahrt geltend gemacht“. Sie werde sich von Peking nicht abschrecken lassen. Neben der Higgins war nach US-amerikanischen Medien auch die Cincinnati, ein Littoral Combat Ship (Fregatte) der Independence-Klasse, in dem Gebiet unterwegs.